# 믈라덴 크르스타이치
믈라덴 크르스타이치(세르비아어: Младен Крстајић / Mladen Krstajić, 1974년 3월 4일, 제니차 ~)는 보스니아 헤르체고비나 출생 세르비아의 전 축구 선수이자 현 축구 지도자다.

## 유년기와 초기 경력
믈라덴 크르스타이치는 유고슬라비아 사회주의 연방공화국에 속해 있던 보스니아 헤르체고비나 사회주의 공화국의 도시인 제니차에서 세르비아계 부모 사이에서 태어났다. (어머니는 비옐이나 출신이고 그의 아버지는 차블약 출신이다.)
그는 보스니아에서 자랐고 그는 NK 첼릭 (1984-1992)의 유소년 축구팀에서 축구를 시작하였다. 1992년, 유고 내전으로 인해 보스니아에서 살기 위험해지자, 그와 그의 가족은 현 세르비아로 이주하였다.

## 클럽 경력
NK 첼릭의 유소년 팀을 나온 크르스타이치는 1992년 4월에 보스니아 전쟁 발발로 인해 키킨다로 이주하였다. 그는 FK 센타에서 6개월간 축구를 하였고, 이후 당시 1부리그에 속해 있던 OFK 키킨다로 이적하였다. 그는 세르비아의 성공적인 양대 산맥 FK 파르티잔이나 FK 츠르베나 즈베즈다의 제의를 받았다. 그는 결국 "파르티잔" 가문을 선택, 그가 동경하던 클럽에 입단하게 되었다. 그의 4년 반 동안 파르티잔에서의 경력은 성공적이었고, 국내 대회를 3차례 우승하였고 (1996, 1997, 1999), 1998년에는 컵 대회 우승을 경험하였다.
이후 그는 독일 분데스리가의 SV 베르더 브레멘으로 이적하였고, 그는 리그 내 최고의 수비수로 자리잡았다. 2004년, 그의 소속팀 브레멘은 리그와 컵 대회를 동시에 석권하였다. 2004년, 브레멘에서의 더블 이후, 그는 FC 샬케 04로 이적하였고, 그의 말년이었던 2009년 3월 17일, 단기간 주장직을 맡기도 하였다. 2009년 6월 5일, 크르스타이치는 그의 친정팀 FK 파르티잔과 2년 계약을 체결하였다. 2010년 1월, 네나드 도르데비치가 클럽을 떠난 뒤, 그는 파르티잔의 주장이 되었다. 파르티잔에서 2년 동안 성공적으로 보낸 뒤, 2011년 5월 21일에 마지막 은퇴 경기를 치렀다. 그의 은퇴 직후 그는 파르티잔의 새 구단 단장이 되었다.

## 국가대표 경력
크르스타이치는 세르비아 몬테네그로의 "유명한 네 명"의 수비수 중 한명으로, 2006년 FIFA 월드컵의 예선 당시 단 1골만 실점하였다. 다른 유명 멤버는 이비차 드라구티노비치 고란 가브란치치, 그리고 네마냐 비디치였다. 그는 세르비아 축구 국가대표팀 소속으로 59경기 출장하였고, 그는 세르비아의 "유명한 네명" 수비수 중 가장 노련한 인물로, 논란의 여지가 없는 리더였다.

## 수상
FK 파르티잔
- 세르비아 리그: 1995-96, 1996-97, 1998-99, 2009-10, 2010-11
- 세르비아 컵: 2010-11

SV 베르더 브레멘
- 푸스볼-분데스리가: 2003-04
- DFB-포칼: 2003-04

FC 샬케 04
- 리가포칼: 2005